# Kremionki
Kremionki (ruso: Кремёнки) es una ciudad rusa, perteneciente al raión de Zhúkov de la óblast de Kaluga.
En 2021, la ciudad tenía una población de 11 637 habitantes. En su territorio no hay pedanías.
Se ubica unos 20 km al oeste de Sérpujov y 5 km al oeste de Protvinó, sobre la carretera que lleva a Óbninsk pasando por Zhúkov.

## Historia
Se conoce la existencia del asentamiento en documentos desde principios del siglo XVIII, cuando era un pequeño pueblo del uyezd de Sérpujov. Posteriormente se integró en el uyezd de Tarusa de la gobernación de Kaluga, y a mediados del siglo XIX ya tenía doscientos habitantes. En el siglo XX se desarrolló notablemente como periferia del área urbana de Sérpujov y Protvinó, por lo que adoptó el estatus de asentamiento de tipo urbano en 1989 y el de ciudad en 2004.